# 集會遊行法
《集會遊行法》是一部現行中華民國法律，前身是在臺灣省戒嚴令解除後於1988年1月20日制定公佈的《動員戡亂時期集會遊行法》，在動員戡亂時期結束後於1992年7月14日立法院修正更名、1992年7月27日總統令公布。第一條說明此法的立法目的：「保障人民集會、遊行之自由，維持社會秩序」。

## 合憲問題與集遊法相關爭議
由於《中華民國憲法》第十四條規定「人民有集會及結社之自由」，在執法上，《集會遊行法》經常受到質疑是否不符憲法精神，也曾被兩次宣告部份違憲。

### 釋字第445號解釋
司法院大法官於1998年所做出的《司法院釋字第445號解釋》，首次對《集會遊行法》做出了部份違憲判定，主要是針對事前許可制的不許可理由。
- 「主張共產主義或分裂國土」：被認為「使主管機關於許可集會、遊行以前，得就人民政治上之言論而為審查，與憲法保障表現自由之意旨有違」。第4條規定「集會遊行不得主張共產主義或分裂國土」，大法官認可於當時的環境，這項規定仍有必要，因此未判定違憲，而是判定第11條第1款，當違反第4條規定時將不予許可的規定違憲。修法後，第4條仍舊存在，但是第11條1款拿掉了違反第4條規定時將不予許可的規定。
- 「有事實足認為有危害國家安全、社會秩序或公共利益之虞者」「有危害生命、身體、自由或對財物造成重大損壞之虞者」：以上兩條被認為「有欠具體明確，對於在舉行集會、遊行以前，尚無明顯而立即危險之事實狀態，僅憑將來有發生之可能，即由主管機關以此作為集會、遊行准否之依據部分，與憲法保障集會自由之意旨不符」，這兩條在修法後並未消失，僅是分別改成「有具體事實足認為有危害國家安全、社會秩序或公共利益之虞者」「有具體事實危害生命、身體、自由或對財物造成重大損壞之虞者」，但由於此具體事實依然是由主管機關判定，而無標準，這樣的修改是否適合，仍有商榷餘地。
- 此外這次釋憲也對偶發性集會、遊行「因天然災變或其他不可預見之重大事故而有正當理由者，得於二日前提出申請。」的部份，認為「與憲法保障人民集會自由之意旨有違，亟待檢討改進」，並認為「許可制於偶發性集會、遊行殊無適用之餘地」。後來這條被改成「但因不可預見之重大緊急事故，且非即刻舉行，無法達到目的者，不受六日前申請之限制」，而排除了2日前的時間限制，但在之後的釋字第718號解釋再次被判定違憲。
- 由於這次釋憲對《集會遊行法》多項條文之合憲性都有做出說明，也確立了《集會遊行法》本身的訂定尚不至違憲，而是仍需回到各法條及實務上做判定。

### 報備制與許可制
- 2012年5月24日，行政院會議通過《集會遊行法》修正草案，取消現行的許可制，改採報備制。在這之前，民主進步黨立法委員及台灣團結聯盟立法院黨團也分別提出相關修正草案，同樣也是改採報備制。但此項修法目前仍待立法院審議[1]。
- 2016年7月15日，集遊惡法修法聯盟成員鄭仲皓說，民間司法改革基金會與集遊惡法修法聯盟等民間團體調查，21名立法委員反對廢除《集會遊行法》，其中包含過去常被認為是親近社運與支持基本人權的民進黨立委尤美女、顧立雄，這些號稱「人權律師」的立委都支持「安全距離」和「強制排除」條款侵犯人民集會遊行自由；6月1日顧立雄與民間團體溝通，顧立雄甚至說出「廢除禁制區，白狼（中華統一促進黨總裁張安樂）等人去總統府抗議怎麼辦」、「不是每個社運都像你們那麼和平理性」等言論，這些言論令他深不以為然，立法不應針對性地拒絕特定團體的集會遊行自由[2]。社會民主黨發言人嚴婉玲說，民進黨版《集會遊行法》修正草案保留「強制排除」和「禁制區」條款，將危害未來人民上街抗議的權利，「民進黨上任第一哩路就走歪」[3]。華光社區反拆遷運動學生林靖豪直批，2016年6月有一場《集會遊行法》修法座談會，在場的民進黨立委顧立雄、尤美女、陳其邁說出「如果沒有禁制區，中國觀光客衝入總統府怎麼辦？不是每個社會運動都像你們這麼理性和平」等言論，這種說法是藉由操弄台灣民族主義來打壓社會運動[4]。

- 2016年10月3日，集遊惡法修法聯盟等民間團體聚集於立法院前抗議，要求立法院內政委員會民進黨籍召集委員趙天麟與蔡英文政府廢除《集會遊行法》的強制排除和禁制區條款。鄭仲皓說，蔡英文政府執政後，民進黨立法院黨團對《集會遊行法》修法的態度大轉彎，顧立雄、尤美女、陳其邁紛紛表示贊成保留此兩項條款；另外，顧立雄進入不當黨產處理委員會以後，就放棄原本修改《集會遊行法》的主張[5]。

### 野草莓學運
- 2008年陳雲林事件後，警方對集會民眾之處理方式激發了野草莓學運，認為《集會遊行法》已違憲、應立即修改。而因事件所對帶頭者臺大社會系教授李明璁所提出的告訴，在審理過程中，臺北地方法院法官陳思帆主動提請釋憲，因而促成了釋字第718號解釋。
- 2008年11月23日，野草莓學運「人權治喪委員會」在中正紀念堂自由廣場要求民進黨主席蔡英文在「人權永久保固書」上簽名，為陳水扁政府執政期間民進黨侵害人權的政策、推動人權保障不力、未能致力推動修改《集會遊行法》，向大眾道歉；蔡英文在「人權永久保固書」上親筆簽名，並留下「野草莓要堅持、勇敢」字句[6]。
- 2016年7月18日，台大工會成員高若有諷刺，蔡英文政府執政後，民進黨延續了國民黨的意志、繼續實踐「無限期支持禁制區，無限期支持強制排除」，野草莓學運期間蔡英文簽署的「人權永久保固書」看來就要到期了[7]。
- 2018年2月6日，時代力量立法院黨團發布新聞稿質疑，2016年總統選舉前後的蔡英文「選前人權永久保固書，選後集遊惡法繼續用」。時代力量委任律師丁穩勝表示，國民黨與民進黨在野時都認定《集會遊行法》是惡法，但執政後持續使用《集會遊行法》，可見《集會遊行法》是統治者的利器[8]。
- 2018年2月7日，反迫遷團體與勞工團體集結赴民進黨中央黨部抗議，抨擊民進黨背棄保障人民集會遊行自由的承諾，於蔡英文政府上任後放任檢察官與警察以《集會遊行法》、《社會秩序維護法》、《中華民國刑法》妨害公務罪等罪名追訴抗爭者，更擴大集會遊行禁制區範圍，縱容警察衝撞合法罷工的糾察線等等，「讓言論自由走入寒冬」[9]。
- 2018年5月19日，時代力量黨主席黃國昌發表寫給就任總統2周年的蔡英文看的公開信，他說，蔡英文曾經誓言要完成的《集會遊行法》修法，至今遙遙無期[10]。
- 2018年10月21日，大觀事件自救會成員唐佐欣批評，民進黨過去深受《集會遊行法》迫害，執政後宣示改革，至今卻是變本加厲運用《集會遊行法》[11]。
- 2018年12月10日，台灣人權促進會副會長周宇修說，蔡英文在2016年總統選舉前承諾修改《集會遊行法》，但從2016年至今《集會遊行法》尚未修正通過，毫無道理可言[12]。
- 2019年10月18日，台灣人權促進會會長周宇修於第十屆總統文化獎頒獎典禮高喊「盡速通過《難民法》，拒絕晶片身分證，修改《集會遊行法》」[13]。
- 2021年8月2日，時代力量立委邱顯智批評，監察院國家人權委員會未曾提出《集會遊行法》修法建議[14]。
- 2021年8月25日，黃春香家關注組、台灣人權促進會、新北市美麗華開發股份有限公司暨子公司企業工會、民間司法改革基金會、藻礁公投推動聯盟、台灣土地正義行動聯盟、全國傳播媒體產業工會、綠黨、時代力量、人民民主黨等二十多個團體在民進黨中央黨部前舉辦抗議行動，批評蔡英文政府上任以來，「我們卻看到：民進黨擺爛不修集遊惡法，變本加厲打壓人民抗爭，更無意落實保障人權的承諾」。民間司法改革基金會律師呂政諺表示，民進黨完全執政已超過五年，不僅不修改《集會遊行法》，反而以《集會遊行法》排除抗爭者[15]。現場發送「人權永久保固書失效證明」貼紙，諷刺蔡英文背棄承諾[16][17]。時代力量立委陳椒華表示，對於人民集會遊行權的保障，蔡英文政府選舉前說得很好聽，選後只想用國家暴力輾壓人民聲音[18][19]。
- 2025年4月27日，台灣民眾黨主席黃國昌批評，民進黨當初允諾修改《集會遊行法》，後來不但沒有修法、也沒有道歉，如今更張牙舞爪要用《集會遊行法》將走上街頭的人民移送法辦[20]。

### 檢察官集體散步事件
- 2012年6月4日，為抗議中華民國最高法院決議法院不再主動調查不利被告的證據，澎湖地檢署檢察官吳巡龍在最高法院靜坐兩小時抗議，近百名檢察官以「散步路過」方式向吳獻花表達支持，創下檢察官集體以行動向法院抗議的司法紀錄；但最高法院以「脫法」形容這場「檢察官六四運動」是在教導民眾規避《集會遊行法》[21]。

### 釋字第718號解釋
司法院大法官於2014年作出《司法院釋字第718號解釋》，對緊急性及偶發性集會遊行應經過許可的部份，做出了違憲判定，相關法條自2015年1月1日起失效。
- 在理由書中，除了重申445釋憲「許可制於偶發性集會、遊行殊無適用之餘地」外，又說明「惟就事起倉卒非即刻舉行無法達到目的之緊急性集會、遊行，實難期待俟取得許可後舉行；另就群眾因特殊原因未經召集自發聚集，事實上無所謂發起人或負責人之偶發性集會、遊行，自無法事先申請許可或報備」，此項說明，將可能影響到仍在立法院審議中，改採強制報備制的集會遊行法草案，應不宜以報備制規範偶發性集會、遊行。
- 在此釋憲發布後不久，就出現了路過爭議，由於緊急性及偶發性集會遊行許可制相關雖尚未到失效期限，但已被宣告違憲，仍不宜作為執法工具使用，此釋憲案是否造成警方在此類「路過」之執法困難，仍有待商榷。

### 路過爭議
- 2014年318太陽花學運期間，民主黑潮學生聯盟等團體發起多次「路過」的割闌尾（藍委）行動[22]；而在學運結束之後，也持續有類似的路過行動被發起。
- 因為上述「路過」遊行被民進黨與學生大量使用，因此2014年4月1日張安樂國會示威事件也予以仿效。臺北市市長郝龍斌表示，只要符合集會遊行規定，均尊重。臺北市政府發言人張其強認為張安樂只是要向立法院長王金平陳情而路過，非集會遊行，未違法[23]。
- 張其強指出，張安樂確實未提出集會遊行申請，但據警方掌握資料，張安樂主要是打算前往立法院向王金平陳情，訴求內容不清楚，因此與學生接觸只是行走經過路線；市府考量其將穿越反服貿學生，擔憂雙方發生衝突，進而動員優勢警力區隔兩派人馬；最後張受到阻擋不得其門而入，所以持續停留在立法院門外，不算是集會遊行，看起來不違法[24]。
- 由於民進黨與太陽花學運帶頭發起「路過」遊行，改變了集會遊行的型態。

- 2014年4月11日民進黨與學生又發生了411包圍中正第一分局事件，在這次事件中，現場群眾大多主張只是路過、借廁所、要報案[25]。而警方在過程中雖4度舉牌，但為降低衝突，後來也承諾暫不強制驅離，並主動開放部份交通管制區域。但後續針對未申請集會遊行判決蕭年呈處拘役50天，豐安．瓦林吉那接受40小時的法治教育，全案確定。
- 2014年4月16日，為了拯救瀕臨絕種的保育類動物石虎，避免因道路開發造成棲地破壞，上千人「路過」行政院環境保護署大樓[26]。
- 2014年4月16日，苑裡反瘋車運動「路過」並短暫佔領經濟部大樓中庭[27][28]。

## 外部連結
- 法務部全國法規資料庫 （页面存档备份，存于）